# Juliet Rylance
Juliet Rylance, född 26 juli 1979 i Hammersmith, London, är en brittisk skådespelare.
Rylance har bland annat medverkat i TV-serierna The Knick och Perry Mason. Hon har även medverkat i filmen Arthur the King.

## Filmografi (i urval)
- 2012 – Frances Ha
- 2012 – Sinister
- 2014–2015 – The Knick (TV-serie)
- 2020–2023 – Perry Mason (TV-serie)
- 2024 – Arthur the King